# Hypolimnas bolina
Espèce
Hypolimnas bolina est une espèce de lépidoptères de la famille des Nymphalidae, de la sous-famille des Nymphalinae et du genre Hypolimnas.

## Dénomination
Le nom d’Hypolimnas bolina a été donné par Carl von Linné en 1758.
Synonymes : Papilio bolina (Linné, 1758) ; Hypolimnas parva Aurivillius, 1920.

### Noms vernaculaires
Hypolimnas bolina se nomme en anglais Common Eggfly ou Great Eggfly[pertinence contestée].

### Sous-espèces

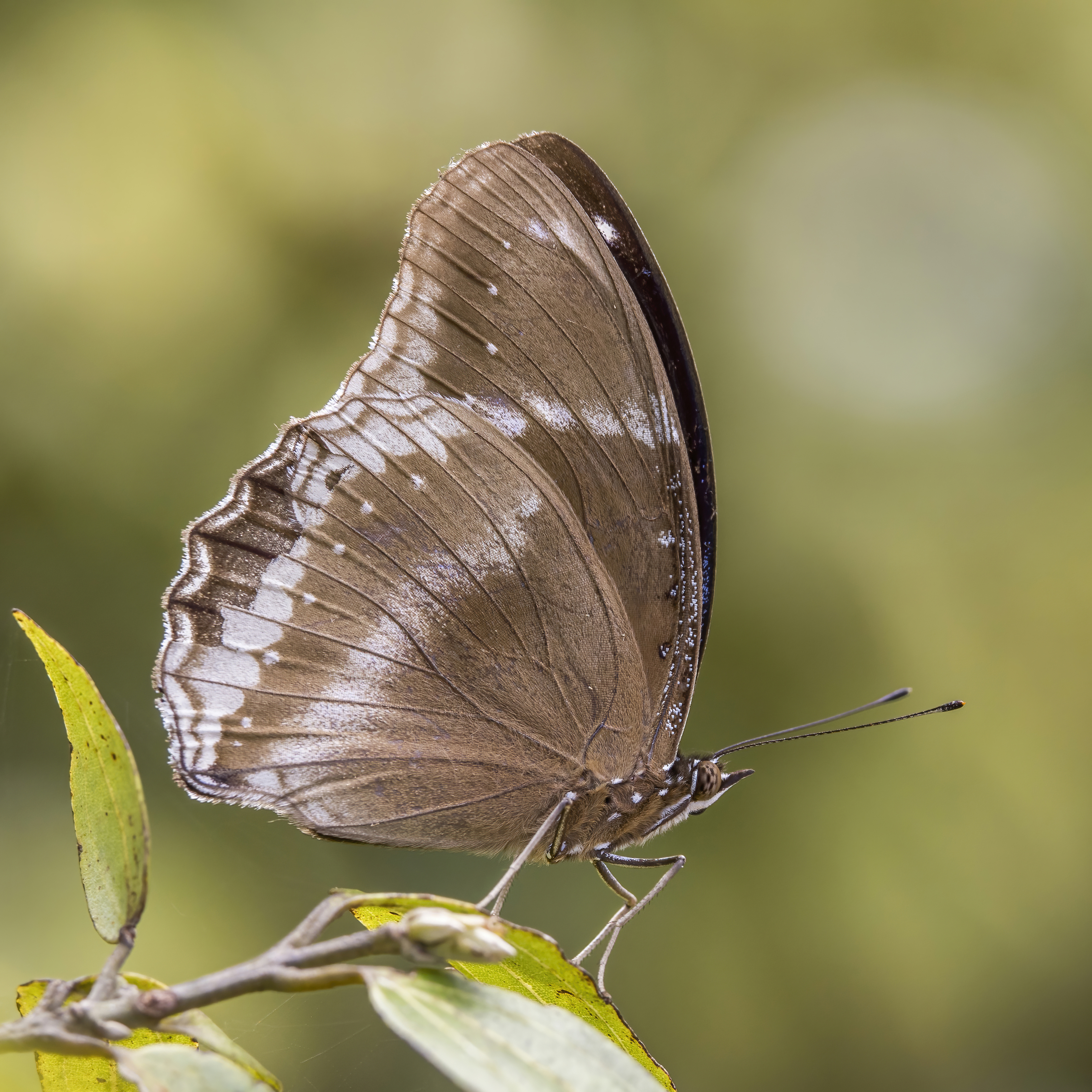
Hypolimnas bolina, mâle, Sri Lanka

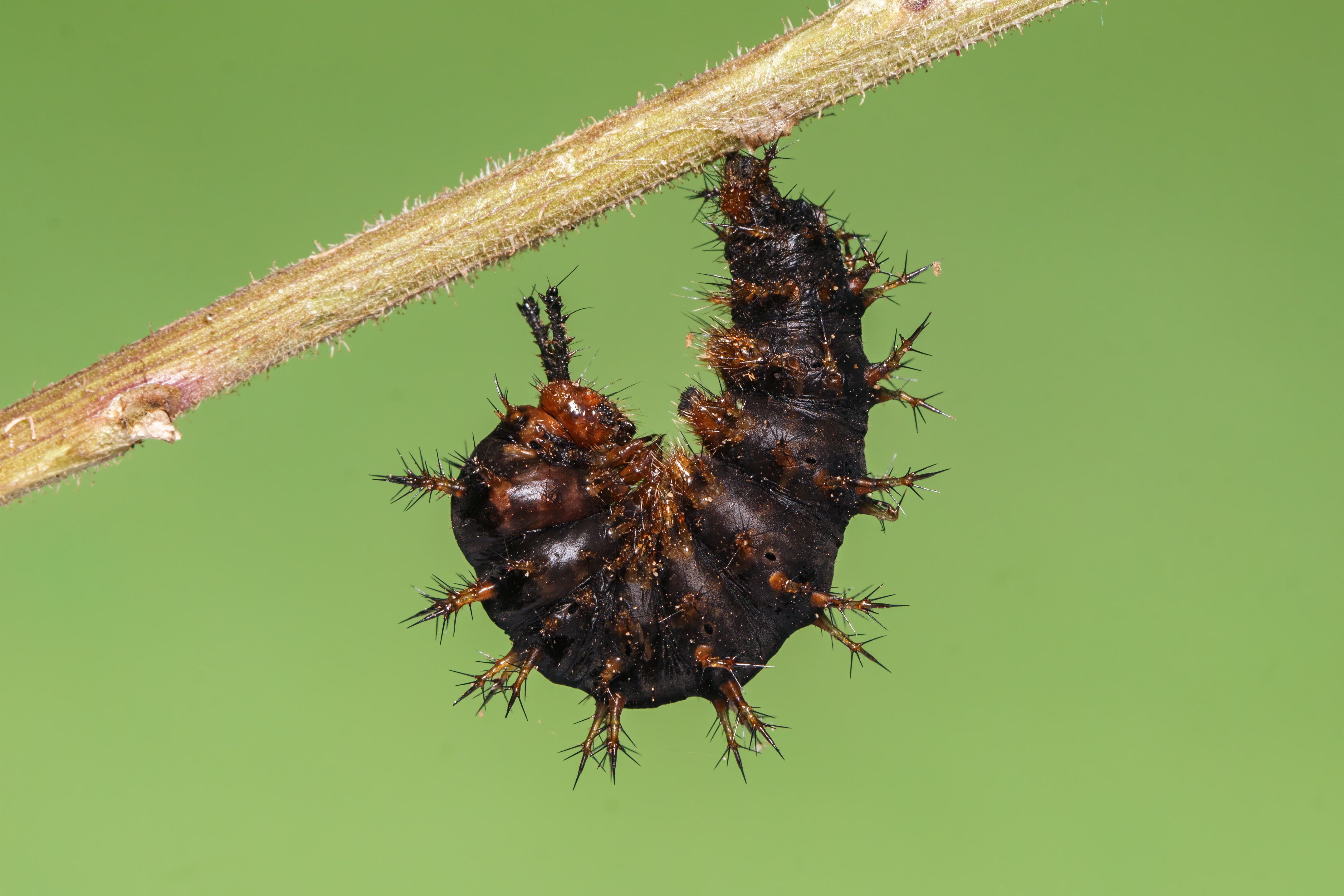
Chenille

- Hypolimnas bolina bolina le Great Egg-fly.
- Hypolimnas bolina bolina f. aphrodite Fruhstorfer, 1903 ;
- Hypolimnas bolina bolina f. iris Widley, 1941 ;
- Hypolimnas bolina jacintha (Drury, 1773) au  Népal en mars et de juillet à septembre
- Hypolimnas bolina kezia (Butler)
- Hypolimnas bolina lisianassa (Cramer) aux Moluques.
- Hypolimnas bolina montrouzieri Butler
- Hypolimnas bolina nerina (Fabricius, 1775) de Timor à la Nouvelle-Zélande aux Fidji et au Nord de l'Australie.
- Hypolimnas bolina otaheitae (Falderman) : Tahiti (Deux formes existent pour les femelles, naresi (Butler), à franges rousses, et erexa (Frühstorfer), sans ces franges[2].)
- Hypolimnas bolina pallescens Butler aux Fidji.
- Hypolimnas bolina pulchra Butler  en Nouvelle-Calédonie.

## Description
C'est un très grand papillon qui a une envergure moyenne de 7 à 11 cm. Il se caractérise à la fois par un dimorphisme sexuel et, pour la femelle, un polymorphisme (« tous les mâles se ressemblent alors que les femelles apparaissent sous des formes différentes » (Smart)).
Les ailes antérieures se caractérisent par leur forme, avec un bord concave.

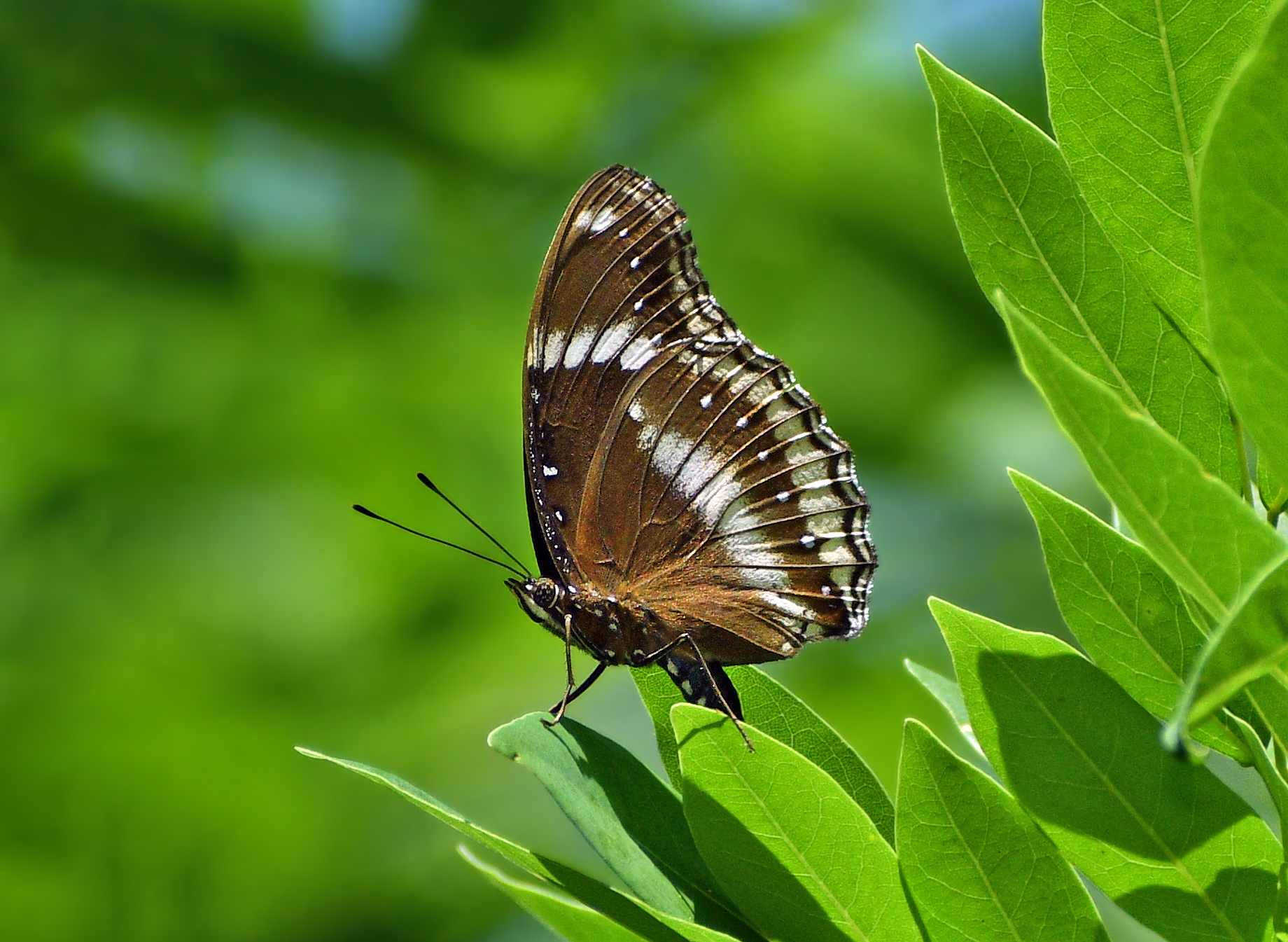
Hypolimnas bolina, mâle, Inde

Le mâle a un dessus marron plus ou moins foncé jusqu'au noir, orné de taches blanches organisées en lignes barrant les ailes antérieures et les ailes postérieures, plus ou moins entouré de bleu dans certaines sous-espèces. La femelle est de couleur variable, souvent orange bordé de noir ou bleu-gris ou autre. Ce polymorphisme est sous la dépendance de deux allèles, E et E pour l'étendue de la pigmentation noire, P et p pour la présence de la couleur orange cuivré.
Ce papillon butine des fleurs de Lantana.

### Chenille
Les chenilles sont vert foncé puis marron foncé avec une ligne jaune et une tête jaune orangé portant deux longues épines.

### Espèces ressemblantes
Hypolimnas bolina peut être confondu avec Hypolimnas misippus.

## Biologie

### Période de vol
Il est multivoltin. 
C'est un migrateur.

### Plantes hôtes
Les plantes hôtes sont nombreuses dont des Acanthaceae, des Convolvulaceae, des Malvaceae, des Portulacaceae, des Urticaceae.

## Écologie et distribution
Il est résident dans certains lieux, migrateur dans d'autres et il est présent à Madagascar, dans le sud de l'Arabie saoudite et dans toute l'Australasie dont l'Inde, la Malaisie, la Birmanie, l'Australie, la Nouvelle-Zélande, la Nouvelle-Calédonie et l'Île Maurice. Ce papillon est également signalé aux États fédérés de Micronésie.

### Biotope
Il est ubiquiste.

### Protection
Pas de statut de protection particulier.

## Philatélie
Deux timbres ont été émis par les iles Nauru en 1984.

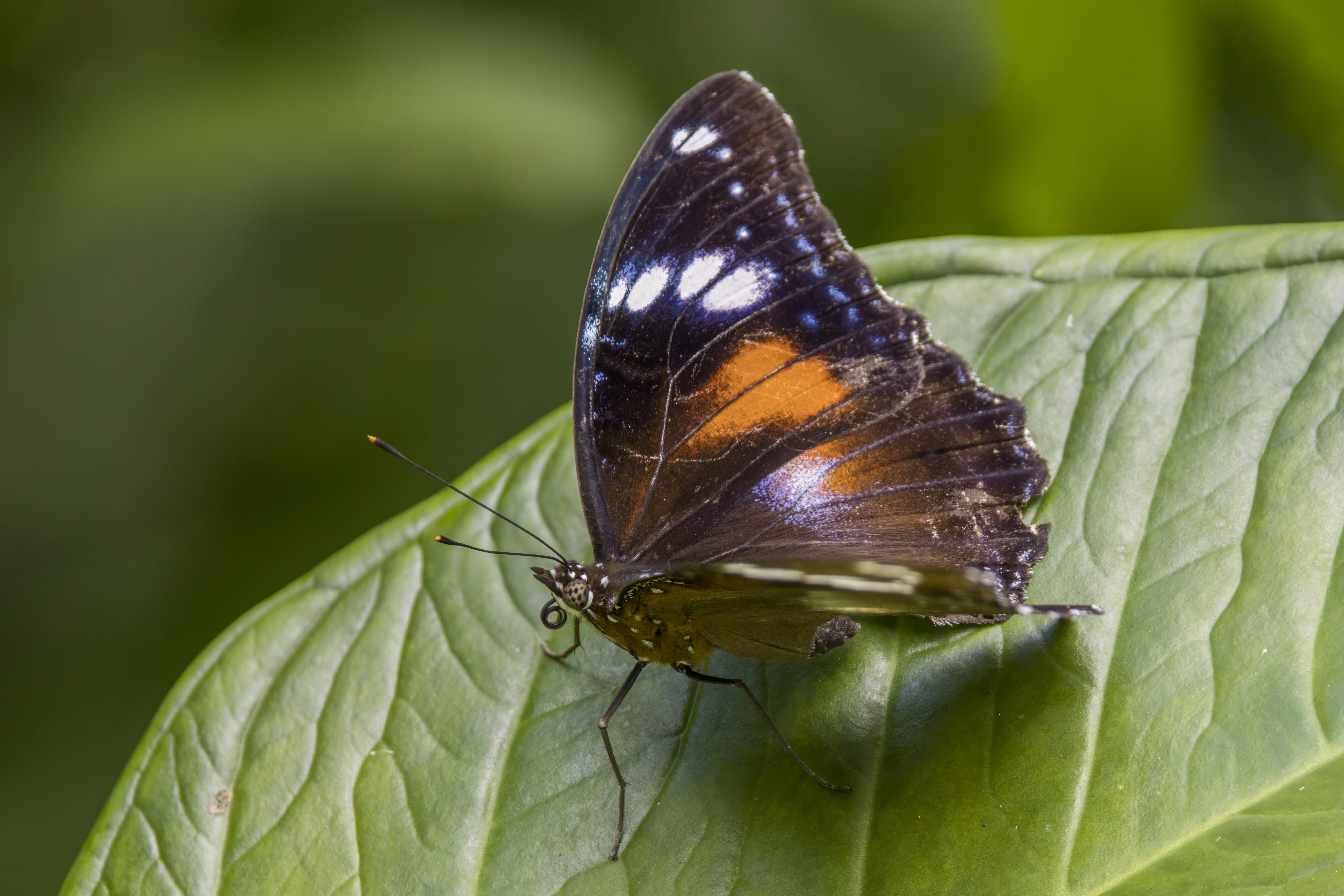
Hypolimnas bolina nerina femelle, Îles Cook